# Lil Scrappy
Darryl Richards, bättre känd vid sitt artistnamn Lil Scrappy, är en amerikansk rappare. Richards upptäcktes av skivproducenten Lil Jon när han uppträdde på en bar.

## Diskografi
- Bred 2 Die Born 2 Live (2006)
- Prince of the South (2008)